# Ахмед Рамзі (футболіст)
Ахмед Мегахід Рамзі (араб. أحمد رمزي; нар. 25 липня 1962, Єгипет) — єгипетський футболіст та тренер, виступав на позиції захисника та півзахисника.

## Клубна кар'єра
Протягом усієї кар'єри на клубному рівні виступав за каїрський «Замалек». У 1987 році дебютував у футболці клубу в Прем'єр-лізі Єгипту, згодом став основним гравцем команди. У 1988 році вперше у футболці «Замалека» виграв чемпіонат Єгипту, а також став володарем кубку країни та Афро-Азійського кубку. У 1992 та 1993 рока також вигравав Прем'єр-лігу. У 1994 році разом з каїрським клубом виграв Лігу чемпіонів КАФ (0:0, 0:0 пен. 7:6 у фінальному матчі проти «Асанте Котоко»). Роком пізніше виграв Суперкубок Африки. У 1996 році знову допоміг «Замалеку» виграти Лігу чемпіонів КАФ (1:2, 2:1 пен. 5:4 у фінальному матчі проти «Шутінг Старз»). Футбольну кар'єру завершив 1996 року у 31-річному віці.

## Кар'єра в збірній
У футболці національної збірної Єгипту дебютував 1987 року. У 1990 році головний тренер єгипетської збірної Махмуд Ель-Гохарі викликав Рабі для участі в чемпіонаті світу 1990 року в Італії. На цьому турнірі зіграв 2 поєдинки групового етапу, проти Нідерландами (1:1) та з Англією (0:1). Протягом кар'єри також виступав на Кубку африканських націй 1992 року. З 1987 по 1993 рік у футболці національної команди зіграв 34 матчі, в яких відзначився 4-а голами.

## Кар'єра тренера
По завершенні кар'єри гравця розпочав тренерську діяльність. Разом з декількома іншими тренерами очолював «Замалек» (Каїр). У 2001 та 2003 роках виграв чемпіонат Єгипту, а в 2002 році виграв Кубок Єгипту. Як тренер також досягав успіхів в африканських кубках. У 2000 році виграв Кубок володарів кубків КАФ, у 2002 році — Лігу чемпіонів, у 2003 році — Суперкубок Африки.

## Досягнення
«Замалек»
- Прем'єр-ліга Єгипту
  -  Чемпіон (3): 1987/88, 1991/92, 1992/93

- Кубок Єгипту
  -  Володар (1): 1987/88

- Ліга чемпіонів КАФ
  -  Володар (2): 1993, 1996

- Переможець Кубка африканських націй: 1986